# Dassault Falcon 2000
Dassault Falcon 2000 — двомоторний реактивний літак бізнес-класу французького виробництва компанії Dassault Aviation. Розроблений на основі більшого тримоторного літака Dassault Falcon 900.

## Варіанти

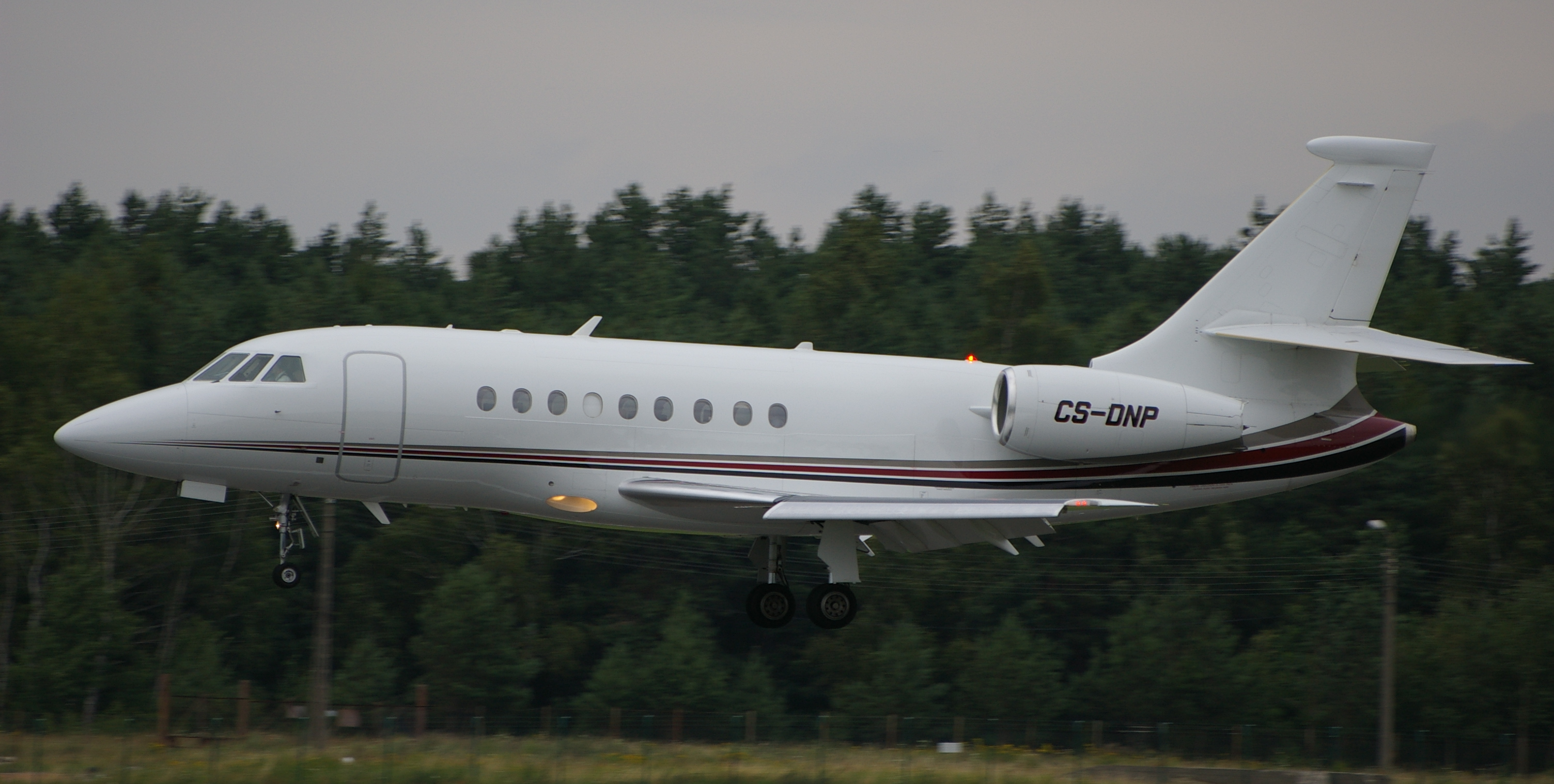
Dassault Falcon 2000

- Falcon 2000 — початкова версія літака сертифікована у 1994 році[1] з двома газотурбінними двигунами CFE (General Electric та AlliedSignal) CFE738-1-1B[2].
- Falcon 2000EX — літак переобладнаний газотурбінними двигунами Pratt & Whitney Canada PW308C[2].
- Falcon 2000EX EASy — маркетингове перейменування літака Falcon 2000EX з вдосконаленою системою авіоніки (EASy) і зміненою системою наддуву, та кисневою системою. Сертифікований у 2004 році[1].
- Falcon 2000DX — оновлена модель літака сертифікована в 2007 році[1], створена на основі Falcon 2000EX EASy з тими ж двигунами PW308C[3].
- Falcon 2000LX — літак 2009[1] року, варіант зі збільшеною дальністю польоту розроблений на основі Falcon 2000EX EASy в розробленими компанією Aviation Partners Inc. вінглетами, що збільшило дальність польоту до 4 000 морських миль[4].
- Falcon 2000 MRA — морський патрульний та розвідувальний літак розроблений для потреб Авіації ВМС Франції, щоб замінити військово-морські Falcon 50 та Falcon 200[5].
- Falcon 2000S — нова версія літака, що була вперше представлена 16 травня 2011 року на виставковому шоу бізнес-авіації у Женеві (EBACE 2011).[6] Новий літак характерний зменшеною довжиною розгону та посадки. Перший політ літака відбувся 17 лютого 2011 року. Літак оснащений авіонікою Easy версії 2.

## Оператори

### Цивільні оператори

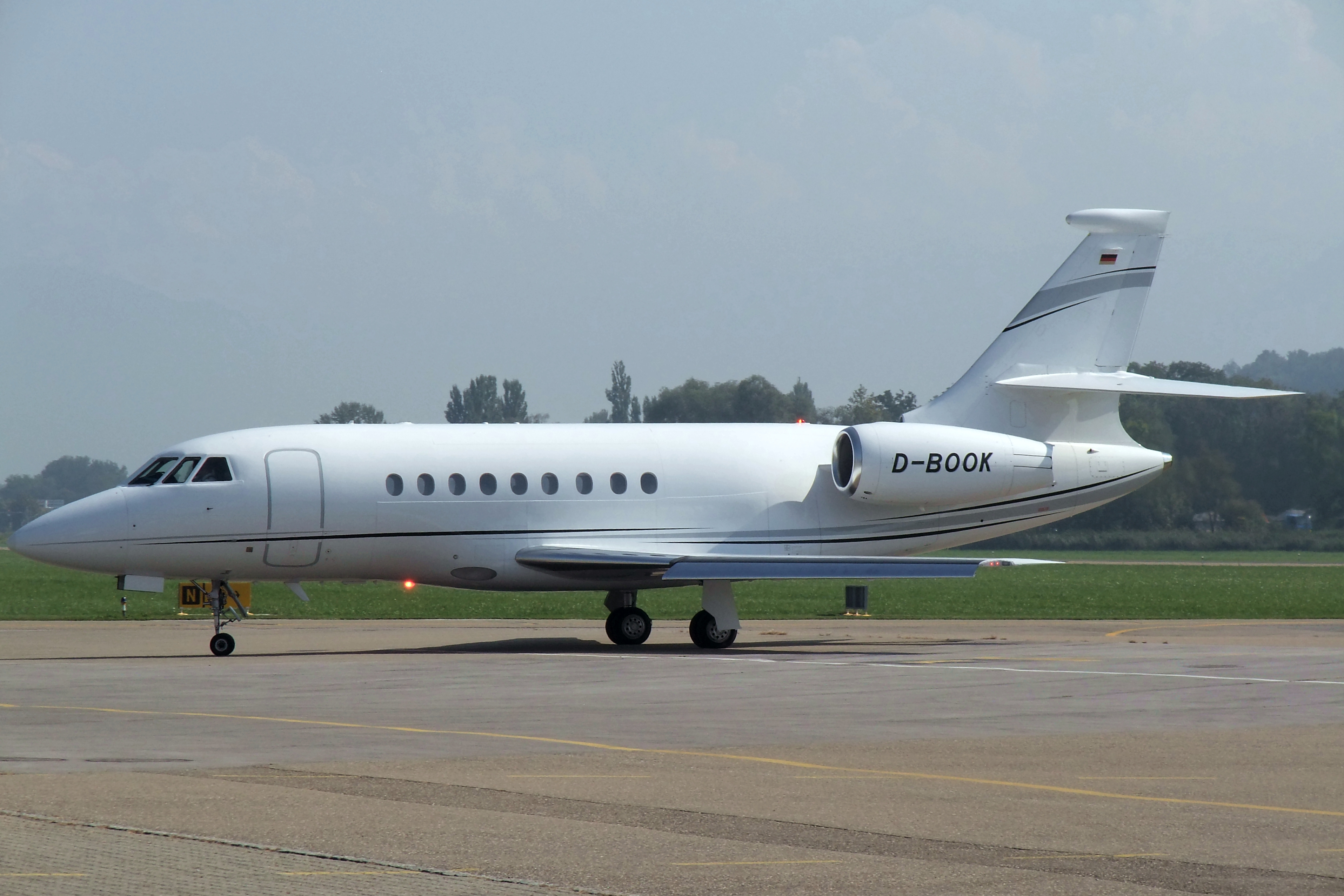
Dassault Falcon 2000EX

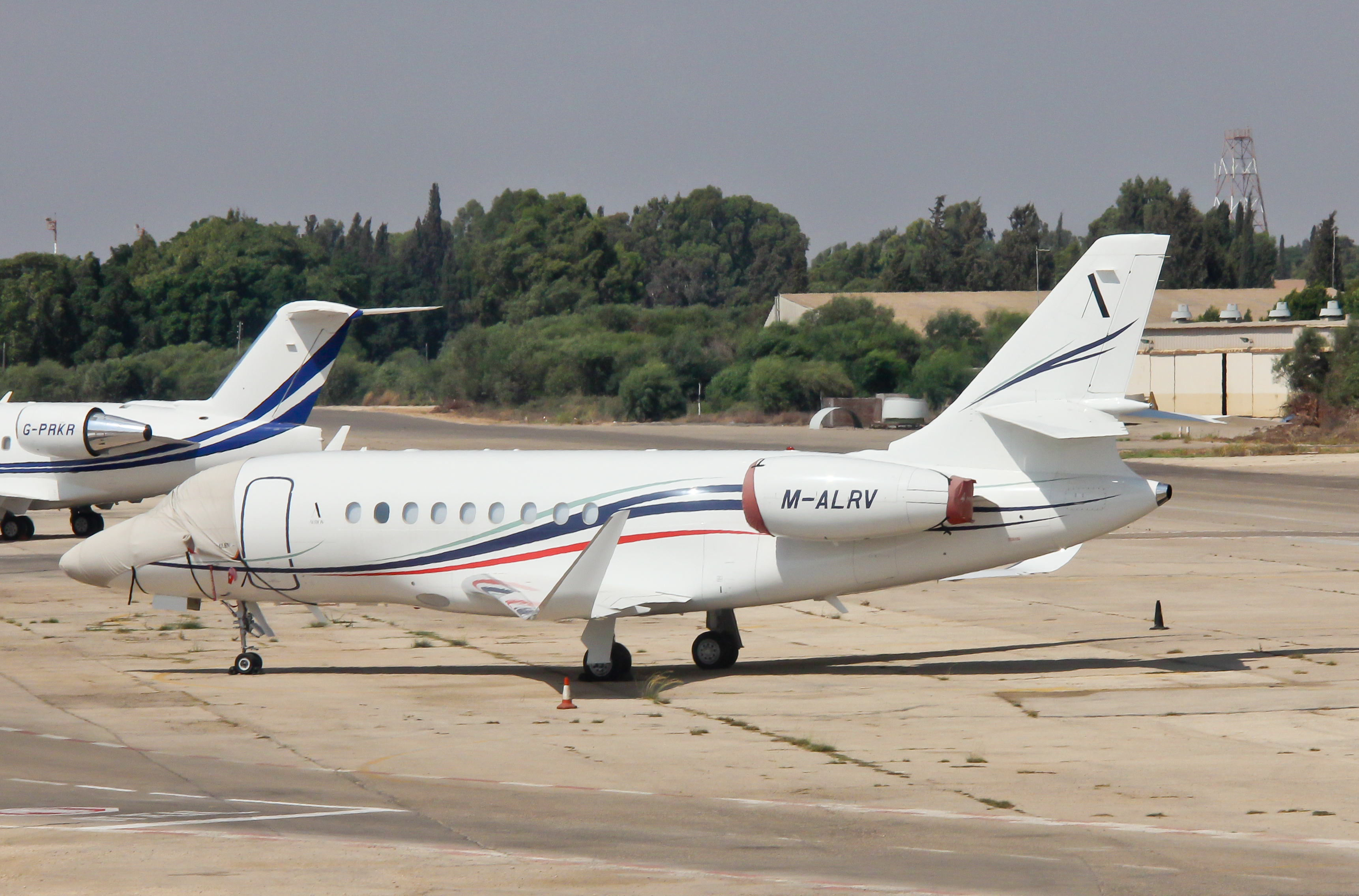
Dassault Falcon 2000LX в аеропорту Бен-Гуріон, Тель-Авів

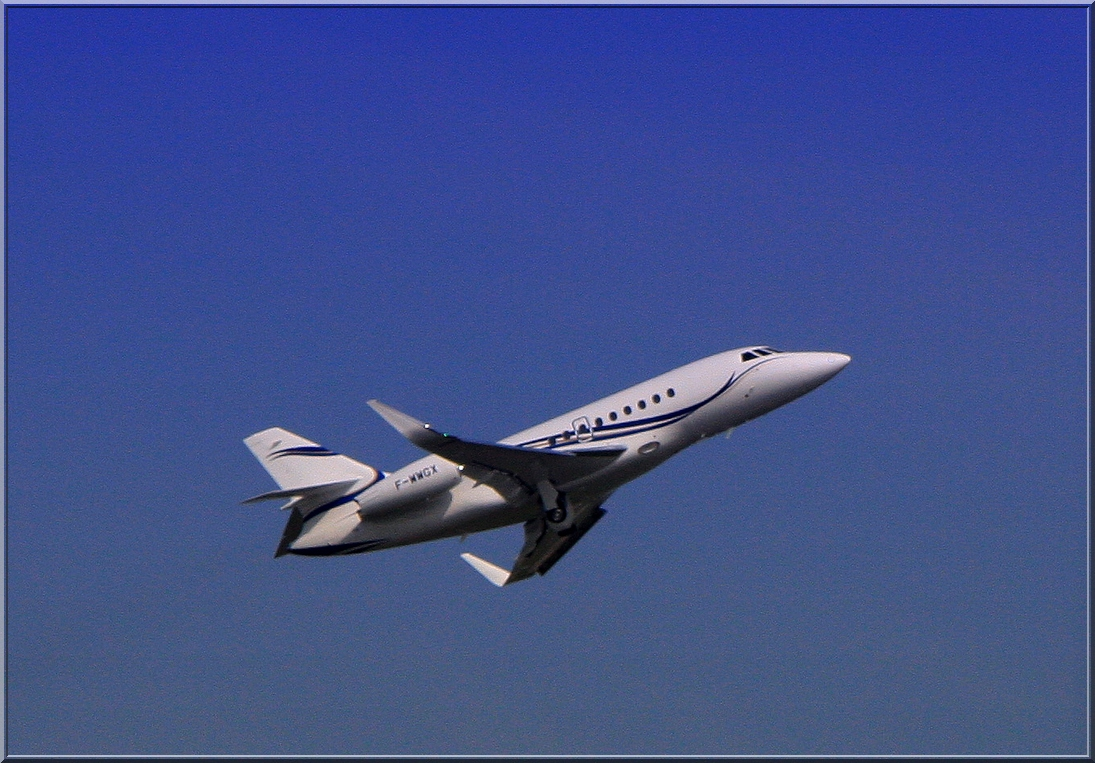
Dassault Falcon 2000LX в польоті, помітні вінглети

Широкий спектр приватних власників, підприємств та невеликих авіакомпаній. Крім того ряд компаній експлуатують літак по програмі дольового володіння.

### Військові оператори
Болгарія
 Словенія

## Технічні характеристики

### Dassault Falcon 2000DX
Джерело: Dassault Falcon
Основні характеристики
- Екіпаж: 2 людини
- Пасажиромісткість: 10-19 пасажирів
- Довжина: 20,23 м (66 футів 4 дюйми)
- Висота: 7,06 м (23 футів 2 дюймів)
- Розмах крила: 19,33 м (63 футів 5 дюймів)

- Площа крила: 49 м² (527 м²)
- Маса порожнього: 9 405 кг (20 735 фунтів)
- Максимальна злітна маса: 18 597 кг (41 000 фунтів)
- Силова установка: 2 × газотурбінних Pratt & Whitney Canada PW308C
- Тяга: 2 × 7 000 фунтів)

Льотні характеристики
- Максимальна швидкість: 0,83-0,85 Маха
- Крейсерська швидкість: 851 км/год, (470 вузлів, 530 миль/год) на висоті 39  000 футів (10 970 м) (0,80 Маха)
- Практична дальність: 6 020 км (3 250 морських миль, (6 пасажирів з 10% резерву пального)